# Tiguassu reginae
Tiguassu reginae ist der Name einer Art in Brasilien verbreiteter bodenbewohnender Wenigborster (Oligochaeta) in der Ringelwurm-Klasse der Gürtelwürmer (Clitellata), die gleichzeitig die einzige Art der Gattung Tiguassu und der Familie  Tiguassuidae darstellt, die mit der Familie Haplotaxidae die Ordnung der Haplotaxida bildet.

## Merkmale
Der unpigmentierte Körper von Tiguassu reginae wird etwa 3,3 cm lang und 1 mm breit bei einer Anzahl von rund 112 bis 132 Segmenten. An jedem Segment sitzen vier Paar s-förmige Borsten. Das Tier hat einen ausstülpbaren Pharynx und Septaldrüsen. Auffälligstes Merkmal von Tiguassu reginae ist sein rüsselartig ausgebildetes Prostomium mit einer Länge von etwa 5 bis 6 Segmenten, wie es gleichartig nur noch bei Enantiodrilus bilolleyi (Glossoscolecidae) und ähnlich bei einzelnen Naididae und Lumbriculidae zu finden ist.
Der Oesophagus bildet zwischen dem 6. und 8. Segment einen zylindrischen Kaumagen. Das geschlossene Blutgefäßsystem weist lediglich im 11. Segment ein Paar Lateralherzen auf. Die großen, paarigen Nephridien sind wohl entwickelt und befinden sich in einigen Segmenten vor den Gonaden und allen Segmenten hinter den Gonaden.
Das ringförmige Clitellum des Zwitters besteht aus einer Zellschicht und reicht vom 13. bis zum 17. oder 18. Segment. Der Ringelwurm hat ein Paar Hoden im 11. Segment und ein Paar Eierstöcke im 12. Segment, ist also (ausgehend von einer oktogonadalen Form mit vier Paar Gonaden vom 10. bis zum 13. Segment) metandrisch und progyn, wobei es im 10. Segment verkümmerte und im 11. Segment voll entwickelte Spermientrichter gibt. Atrien in den männlichen Geschlechtswegen fehlen. Das Paar der männlichen Geschlechtsöffnungen befindet sich am Ende des 10. Segments und das Paar der weiblichen Geschlechtsöffnungen am Ende des 11. Segments. Die Spermienbläschen erstrecken sich innerhalb der Eisäcke über mehrere Segmente nach hinten. Genital- und Penisborsten können vorhanden sein oder auch fehlen. Im 9. und 10. Segment befinden sich kleine paarige Receptacula seminis ohne Blindsäcke, sodass es im 10. Segment sowohl Ausgänge der Receptacula seminis als auch männliche Geschlechtsausgänge gibt – ähnlich wie bei Schlammröhrenwürmern, doch gibt es keine Eisäcke. Die Eier sind etwa 40 bis 50 μm groß.

## Verbreitung, Lebensraum und Lebensweise
Tiguassu reginae ist in Brasilien verbreitet. Er wurde durch einen Fund in Amazonien an der Straße von Manaus nach Rio Branco bekannt, wo drei Exemplare von einem modernden Baumstamm neben einem Flussarm gesammelt wurden.

## Name
Der Gattungsname Tiguassu stammt nach Angaben der Erstbeschreiber aus der  Tupi-Sprache und bedeutet „Großnase“ (ti „Nase“ und guassu „groß“). Das Artepitheton leitet sich vom Namen der Mitarbeiterin Regina Lúcia de Lima Lopes ab.